# Pannariaceae
Pannariaceae es una familia de hongos liquenizados en el orden Peltigerales (suborden Collematineae). Las especies de esta familia poseen una distribución amplia, pero son especialmente abundantes en las regiones templadas del sur.

## Géneros
En el 2020 se estimaba que la familia contiene unos 27 géneros y 360 especies. La lista siguiente indica el nombre del género, la autoridad taxonómica, año de publicación, y número de especies:
- Austrella P.M.Jørg. (2004)[3] – 3 spp.
- Degelia Arv. & D.J.Galloway (1981) – 16 spp.
- Erioderma Feé (1825) – 32 spp.
- Fuscoderma (D.J.Galloway & P.M.Jørg.) P.M.Jørg. & D.J.Galloway (1989) – 5 spp.
- Fuscopannaria P.M.Jørg. (1994) – 58 spp.
- Gibbosporina Elvebakk, S.G.Hong & P.M.Jørg. (2016) – 13 spp.
- Homothecium A.Massal. (1853) – 4 spp.
- Joergensenia Passo, S.Stenroos & Calvelo (2008) – 1 sp.
- Leciophysma Th.Fr. (1865) – 2 spp.
- Leightoniella Henssen (1965) – 1 sp.
- Leioderma Nyl. (1888) – 7 spp.
- Lepidocollema Vain. (1890) – 22 spp.
- Leptogidium Nyl. (1873) – 3 spp.
- Nebularia P.M.Jørg. (2014)[4] – 2 spp.
- Nevesia P.M.Jørg, L.Lindblom, Wedin & S.Ekman (2014)[4] – 1 sp.
- Pannaria Del. ex Bory (1828) – ca. 40 spp.
- Parmeliella Müll.Arg. (1862) – ca. 40 spp.
- Pectenia P.M.Jørg. (2014)[4] – 4 spp.
- Physma A.Massal. (1864) – 12 spp.
- Protopannaria (Gyeln.) P.M.Jørg. & S.Ekman (2000) – 7 spp.
- Psoroma Michaux (1803) – ca. 70 spp.
- Psoromaria Nyl. ex Nyl. (1891) – 2 spp.
- Psoromidium Stirt. (1877) – 2 spp.
- Ramalodium Nyl. (1879) – 6 spp.
- Siphulastrum Müll.Arg. (1889) – 4 spp.
- Staurolemma Körb. (1867) – 3 spp.
- Steineropsis T.Sprib. & Muggia (2010)[5] – 1 spp.